# یانگکی
یانگکی (به لاتین: Janiki) یک روستا در لهستان است که در گمینا پانکی واقع شده‌است. یانگکی ۱۶۳ نفر جمعیت دارد.